# Ibidionidum rouyeri
Ibidionidum rouyeri là một loài bọ cánh cứng trong họ Cerambycidae.